# Tour Down Under 2007
Il Tour Down Under 2007, nona edizione della corsa e valevole come quarta gara del circuito UCI Oceania Tour 2007, si svolse in cinque tappe dal 16 al 21 gennaio 2007, per un percorso totale di 667 km attorno ad Adelaide, Australia. Fu vinto dallo svizzero Martin Elmiger, che terminò in 15h46'38".
La Down Under Classic 2007, apertura ufficiale della corsa, venne vinta da Robbie McEwen.

## Tappe
| Tappa  | Data       | Percorso                 | km  | Vincitore di tappa | Leader cl. generale |
| ------ | ---------- | ------------------------ | --- | ------------------ | ------------------- |
| 1ª     | 16 gennaio | Mawson Lakes > Tanunda   | 152 | Karl Menzies       | Karl Menzies        |
| 2ª     | 17 gennaio | Mannum > Hahndorf        | 150 | Steven Caethoven   | Karl Menzies        |
| 3ª     | 18 gennaio | Stirling > Victor Harbor | 128 | Baden Cooke        | Mark Renshaw        |
| 4ª     | 18 gennaio | Willunga > Willunga      | 147 | Pieter Ghyllebert  | Martin Elmiger      |
| 5ª     | 18 gennaio | Adelaide > Adelaide      | 90  | Robbie McEwen      | Martin Elmiger      |
| Totale | Totale     | Totale                   | 835 |                    |                     |

## Squadre e corridori partecipanti
Le squadre della nazionale australiana, della nazionale neozelandese, la Chocolade Jacques-Topsport Vlaanderen, la SouthAustralia.com-AIS, l'Agritubel e la Navigators Insurance erano squadre non-UCI ProTour.
| N.    | Cod. | Squadra          |
| ----- | ---- | ---------------- |
| 1-8   | A2R  | AG2R Prévoyance  |
| 11-18 | CSC  | Team CSC         |
| 21-28 | PRL  | Predictor-Lotto  |
| 31-38 | C.A  | Crédit Agricole  |
| 41-48 | MRM  | Team Milram      |
| 51-58 | BTL  | Bouygues Télécom |
| 61-68 | UNT  | Unibet.com       |

| N.      | Cod. | Squadra                |
| ------- | ---- | ---------------------- |
| 71-78   | TSV  | Topsport Vlaanderen    |
| 81-88   | NIC  | Navigators Insurance   |
| 91-98   | BAR  | Team Barloworld        |
| 101-108 | AGR  | Agritubel              |
| 111-118 | SAI  | SouthAustralia.com-AIS |
| 121-128 | UNI  | Australia-UniSA        |
| 131-138 | NZL  | Nuova Zelanda          |

## Dettagli delle tappe

### 1ª tappa
- 16 gennaio: Mawson Lakes > Tanunda – 152 km

| Pos. | Corridore      | Squadra      | Tempo    |
| ---- | -------------- | ------------ | -------- |
| 1    | Karl Menzies   | NT-Australia | 3h50'51" |
| 2    | Martin Elmiger | AG2R         | s.t.     |
| 3    | Lars Bak       | CSC          | a 3"     |

| Pos. | Corridore      | Squadra      | Tempo    |
| ---- | -------------- | ------------ | -------- |
| 1    | Karl Menzies   | NT-Australia | 3h50'45" |
| 2    | Martin Elmiger | AG2R         | a 1"     |
| 3    | Lars Bak       | CSC          | a 7"     |

### 2ª tappa
- 17 gennaio: Mannum > Hahndorf – 150 km

| Pos. | Corridore         | Squadra      | Tempo    |
| ---- | ----------------- | ------------ | -------- |
| 1    | Steven Caethoven  | Topsport Vl. | 3h36'29" |
| 2    | Pieter Ghyllebert | Topsport Vl. | a 1"     |
| 3    | Stuart O'Grady    | CSC          | s.t.     |

| Pos. | Corridore      | Squadra      | Tempo    |
| ---- | -------------- | ------------ | -------- |
| 1    | Karl Menzies   | NT-Australia | 7h44'33" |
| 2    | Martin Elmiger | AG2R         | a 1"     |
| 3    | Lars Bak       | CSC          | a 7"     |

### 3ª tappa
- 18 gennaio: Stirling > Victor Harbor – 128 km

| Pos. | Corridore        | Squadra      | Tempo    |
| ---- | ---------------- | ------------ | -------- |
| 1    | Baden Cooke      | Unibet.com   | 2h37'55" |
| 2    | Chris Jongewaard | NT-Australia | a 5"     |
| 3    | Matthew Goss     | CSC          | a 19"    |

| Pos. | Corridore      | Squadra      | Tempo     |
| ---- | -------------- | ------------ | --------- |
| 1    | Karl Menzies   | NT-Australia | 10h36'38" |
| 2    | Martin Elmiger | AG2R         | a 1"      |
| 3    | Lars Bak       | CSC          | a 7"      |

### 4ª tappa
- 20 gennaio: Willunga > Willunga – 147 km

| Pos. | Corridore         | Squadra      | Tempo    |
| ---- | ----------------- | ------------ | -------- |
| 1    | Pieter Ghyllebert | Topsport Vl. | 3h25'38" |
| 2    | Sergey Lagutin    | Navigators   | s.t.     |
| 3    | Martin Elmiger    | AG2R         | s.t.     |

| Pos. | Corridore      | Squadra      | Tempo     |
| ---- | -------------- | ------------ | --------- |
| 1    | Martin Elmiger | AG2R         | 14h02'15" |
| 2    | Karl Menzies   | NT-Australia | a 1"      |
| 3    | Lars Bak       | CSC          | a 8"      |

### 5ª tappa
- 21 gennaio: Circuito di Adelaide – 90 km

| Pos. | Corridore     | Squadra         | Tempo    |
| ---- | ------------- | --------------- | -------- |
| 1    | Robbie McEwen | Predictor       | 1h44'26" |
| 2    | Mark Renshaw  | Crédit Agricole | s.t.     |
| 3    | Allan Davis   | NT-Australia    | s.t.     |

| Pos. | Corridore      | Squadra      | Tempo     |
| ---- | -------------- | ------------ | --------- |
| 1    | Martin Elmiger | AG2R         | 15h46'38" |
| 2    | Karl Menzies   | NT-Australia | a 3"      |
| 3    | Lars Bak       | CSC          | a 11"     |

## Evoluzione delle classifiche
| Tappa              | Vincitore          | Classifica generale Maglia ocra | Classifica scalatori Maglia King of the Mountain | Classifica a punti Maglia Sprint | Classifica miglior giovane Maglia Young rider's | Classifica squadre Maglia Winning team |
| ------------------ | ------------------ | ------------------------------- | ------------------------------------------------ | -------------------------------- | ----------------------------------------------- | -------------------------------------- |
| 1ª                 | Karl Menzies       | Karl Menzies                    | Serge Pauwels                                    | Gene Bates                       | Simon Clarke                                    | Team CSC                               |
| 2ª                 | Steven Caethoven   | Karl Menzies                    | Serge Pauwels                                    | Luke Roberts                     | Simon Clarke                                    | SouthAustralia.com-AIS                 |
| 3ª                 | Baden Cooke        | Karl Menzies                    | Samuel Dumoulin                                  | Viktor Rapinski                  | Simon Clarke                                    | SouthAustralia.com-AIS                 |
| 4ª                 | Pieter Ghyllebert  | Martin Elmiger                  | Samuel Dumoulin                                  | Laurent Brochard                 | Simon Clarke                                    | SouthAustralia.com-AIS                 |
| 5ª                 | Robbie McEwen      | Martin Elmiger                  | Serge Pauwels                                    | Laurent Brochard                 | Simon Clarke                                    | SouthAustralia.com-AIS                 |
| Classifiche finali | Classifiche finali | Martin Elmiger                  | Serge Pauwels                                    | Laurent Brochard                 | Simon Clarke                                    | SouthAustralia.com-AIS                 |

## Classifiche finali

### Classifica generale
| Pos. | Corridore            | Squadra         | Tempo     |
| ---- | -------------------- | --------------- | --------- |
| 1    | Martin Elmiger       | AG2R            | 15h46'38" |
| 2    | Karl Menzies         | NT-Australia    | a 3"      |
| 3    | Lars Bak             | CSC             | a 11"     |
| 4    | Matthew Lloyd        | Predictor       | a 13"     |
| 5    | Gustav Larsson       | Unibet.com      | a 21"     |
| 6    | Luke Roberts         | CSC             | a 50"     |
| 7    | Gene Bates           | SouthAustralia  | s.t.      |
| 8    | Paolo Longo Borghini | Barloworld      | a 55"     |
| 9    | Yannick Talabardon   | Crédit Agricole | s.t.      |
| 10   | Simon Clarke         | Southaustralia  | a 1'43"   |

### Classifica a punti
| Pos. | Corridore         | Squadra       | Punti |
| ---- | ----------------- | ------------- | ----- |
| 1    | Laurent Brochard  | Bouygues Tel. | 26    |
| 2    | Martin Elmiger    | AG2R          | 18    |
| 3    | Pieter Ghyllebert | Topsport Vl.  | 14    |
| 4    | Viktor Rapinski   | Navigators    | 12    |
| 5    | Karl Menzies      | NT-Australia  | 10    |

### Classifica scalatori
| Pos. | Corridore        | Squadra       | Punti |
| ---- | ---------------- | ------------- | ----- |
| 1    | Serge Pauwels    | Topsport Vl.  | 32    |
| 2    | Samuel Dumoulin  | AG2R          | 28    |
| 3    | Giampaolo Cheula | Barloworld    | 24    |
| 4    | Matti Breschel   | CSC           | 16    |
| 5    | Heath Blackgrove | Nuova Zelanda | 16    |

### Classifica miglior giovane
| Pos. | Corridore         | Squadra        | Tempo     |
| ---- | ----------------- | -------------- | --------- |
| 1    | Simon Clarke      | Southaustralia | 15h48'21" |
| 2    | Pieter Jacobs     | Unibet.com     | a 9'02"   |
| 3    | Matthew Goss      | CSC            | a 12'17"  |
| 4    | Wesley Sulzberger | Southaustralia | a 15'03"  |
| 5    | Geraint Thomas    | Barloworld     | a 20'59"  |

### Classifica a squadre
| Pos. | Squadra                | Tempo     |
| ---- | ---------------------- | --------- |
| 1    | SouthAustralia.com-AIS | 46h59'14" |
| 2    | Team CSC               | a 3'35"   |
| 3    | Unibet.com             | a 15'04"  |
| 4    | Bouygues Télécom       | a 18'27"  |
| 5    | Crédit Agricole        | a 18'46"  |